# 15739 Matsukuma
15739 Matsukuma este un asteroid din centura principală de asteroizi.

## Descriere
15739 Matsukuma este un asteroid din centura principală de asteroizi. A fost descoperit pe 9 martie 1991 la Geisei de Tsutomu Seki. Asteroidul prezintă o orbită caracterizată de o semiaxă mare de 2,51 ua, o excentricitate de 0,08 și o înclinație de 8,0° în raport cu ecliptica.